# Teodora Špirić
Teodora Špirić, (srbsko cirilsko Теодора Шпирић) poklicno znana kot Teya in prej kot Thea Devy, avstrijska pevka in besedilopiska *12. april 2000

## Biografija
Teodora Špirić se je rodila 12. aprila 2000 na Dunaju srbskim staršem.  Del otroštva je preživela v Kladovu v Srbiji, kasneje pa se je z družino vrnila na Dunaj.  Kot svoje glavne umetniške vplive je navedla Adele in Amy Winehouse. 
Leta 2018 je Špirićeva izdala svoj glasbeni prvenec »Waiting For«. Konec leta 2019 se je prijavila za predstavnico Avstrije na Pesmi Evrovizije 2020 s pesmijo »Judgement Day«.  Na izboru je končala med najboljšimi tremi, vendar ni bila izbrana za avstrijsko predstavnico.  Pesem je naknadno prijavila na Beovizija 2020, srbski nacionalni izbor za Pesem Evrovizije, pod naslovom »Sudnji dan«.  Pesem so v srbščino prevedli Špirićevi starši.  Na srbskem izboru se je uvrstila v finale, kjer je s 4 točkami zasedla deseto mesto.
Leta 2021 je sodelovala v peti sezoni avstrijskega šova talentov Starmania.  Prebila se je med najboljših osem tekmovalk, a je izpadla še pred finalom. 
Dne 31. januarja 2023 je bilo objavljeno, da sta Teya in Salena interno izbrani za predstavnici Avstrije na Pesmi Evrovizije 2023.  Njuna pesem »Who the Hell ist Edgar?« je bila objavljena 8. marca 2023. Nastopili sta v drugem polfinalu 11. maja 2023, kjer sta zasedli drugo mesto in se uvrstila v finale. Njuna končna uvrstitev je bila 15. mesto s 120 točkami.  

## Diskografija

### Pesmi
- »Waiting For« (2018)
- »What Christmas Is About« (2018)
- »Collide« (2018)
- »Sudnji dan« (2020)
- »Runaway (Stay)« (skupaj s Ninski, 2021)
- »Ex Me« (2022)
- »Mirror Mirror« (skupaj s Truu, 2022)
- »Criminal« (skupaj s Bermuda in DJ Spicy, 2022)
- »Who the Hell ist Edgar?« (skupaj s Saleno, 2023)
- »Making Grown Men Cry« (skupaj s Truu, 2023)
- »Bye Bye Bye« (skupaj s Seleno, 2023)
- »Ho Ho Ho« (skupaj s Seleno, 2023)
- »Behind The Scenes« (2024)
- »Aikonic« (skupaj s Aiko, 2024)
- »Not Scared of Growing Old« (2024)